# 상성: 상처받은 도시
《상성: 상처받은 도시》(중국어: 傷城)/(영어: Confession Of Pain)는 홍콩에서 제작된 류웨이창과 마이자오후이 감독의 2006년 범죄, 액션, 스릴러 영화이다. 양조위, 카네시로 타케시, 서정뢰, 서기 등이 주연으로 출연하였다.

## 출연
- 양조위 - 유정희
- 카네시로 타케시 - 아방
- 서정뢰 - 수잔
- 서기 - 새봉
- 두문택 - 최허풍

## 한국어 더빙 성우진(MBC)
- 안지환 - 유정희(양조위)
- 최원형 - 아방(카네시로 타케시)
- 엄현정 - 수잔(서정뢰)
- 오주연 - 새봉(서기)
- 황일청 - 주원승(양낙화)
- 전국근 - 의사(서귀삼)
- 전임복 - 중년 여자(유향평)
- 이성 - 변호사(하국남)
- 김순선 - 할머니(후환영)
- 이우신 - 최허풍(두문택)
- 김동현 - 여관 주인(두소진)
- 김강산 - 여신화(찬백강)
- 고성일 - 정보원(나요휘)
- 유상우 - 어린 유정희(양위)
- 전수빈 - 경찰(황자웅)
- 노계현 - 경찰(담준언)
- 한경화 - 종업원(진사혜)